# The Silver Lining (1932)
The Silver Lining (também chamado de Big House for Girls e Thirty Days) é um filme estadunidense de 1932, do gênero comédia, dirigido por Alan Crosland.

## Elenco
- Maureen O'Sullivan ..... Joyce Moore
- Betty Compson ..... Kate Flynn
- Montagu Love ..... Michael Moore
- John Warburton ..... Larry Clark